# Північноамериканська футбольна ліга (1968–1984)
Північноамериканська футбольна ліга (англ. North American Soccer League, NASL) — професіональна футбольна ліга, що діяла з 1968 по 1985 рік і мала статус вищого футбольного дивізіону у США і Канаді. Це перша ліга в історії футболу США, що була популярною не лише в регіональному масштабі, а в усій країні. Найвищу популярність ліга мала наприкінці 1970-х років. У той період у ній завершували свою кар'єру такі футболісти як Пеле, Франц Бекенбауер, Карлос Альберто, Йоган Кройф та ін.
Протягом декількох сезонів у лізі додатково проходив турнір з індор сокера.

## Історія
У 1960-х роках внаслідок невеликої популярності футболу у США не існувало професіональної загальнонаціональної ліги (остання з них American Soccer League припинила існування ще у 1933 році). Проте живі трансляції чемпіонату світу 1966 року викликали значний інтерес у Сполучених Штатах. Внаслідок цього декілька функціонерів спортивної індустрії США вирішили створити нову професіональну лігу. Було створено консорціум спортивних інвесторів (серед них були власники команд МЛБ і НХЛ) за назвою Національна професіональна футбольна ліга (англ. Національна професіональна футбольна ліга) — NPSL.
В першому сезоні 1967 році разом з NPSL існувала ще одна ліга — Об'єднана футбольна асоціація (англ. Об'єднана футбольна асоціація, USA. Цю лігу офіційно підтримували федерації футболу США і Канади, а також ФІФА. Вона діяла за принципом Міжнародної футбольної ліги (англ. International Soccer League, ISL), що діяла у 1960—65 роках. USA запрошувала на два місяці влітку футбольні клуби з Європи, які виступали в чемпіонаті під іншими назвами і представляли міста США. NPSL, хоча й не мала офіційного схвалення від футбольних органів (це могло означати дискваліфікацію гравців, що грали у NPSL, у змаганнях під егідою ФІФА), змогла укласти угоду про трансляції матчів з компанією CBS і провела перший сезон, в якому зіграло 10 команд. Трансляції мали дуже низькі рейтинги і угоду було розірвано.
У грудні 1967 року NASL і USA об'єдналися і створили Північноамериканську футбольну лігу. В першому сезоні взяло участь 17 команд, розподілені на 4 дивізіони. Команди майже повністю складалися з іноземних гравців. У складах 17 команд було лише 30 громадян США і Канади, а з них лише 13 були народилися в цих країнах.. За відсутності власних стадіонів команди змушені були орендувати великі спортивні споруди. Низька відвідуваність матчів і високі зарплати іноземних футболістів призвели до того, що команди були збитковими. Вже в наступному сезоні залишилося лише 5 команд. Футбол і далі був чужим видом спорту для американської спортивної культури. Наприклад, у 1969 році середня відвідуваність складала 2930 глядачів на матчі.
Поступове зростання інтересу до NASL почалося на початку 1970-х років. У 1971 році до ліги вступили 3 нових команди, серед яких і «Нью-Йорк Космос» — найвідоміша команда NASL. Чемпіон 1973 року «Філадельфія Атомз» мав середній показник відвідуваності 11500. В 1974—1975 роках кількість команд різко зросла до 20. Також з 1975 року в NASL почали приїжджати відомі футболісти, серед яких були Еусебіу і Пітер Бонетті. Значну увагу не лише у США, а й у світі привернув перехід до «Нью-Йорк Космос» бразильця Пеле. Пеле провів у NASL три сезони і у 1977 році завершив там кар'єру.
Згодом у 1976 році «Лос-Анджелес Азтекс» підписав контракт з Джорджом Бестом, до «Нью-Йорк Космос» перейшов Франц Бекенбауер. Багато інших відомих гравців у той час виступали за інші клуби. В сезонах з 1976 по 1980 рік в NASL було 24 команди.
З початку 1980-х років у лізі знову почалися фінансові труднощі, причиною яких були необґрунтовано велика частка зарплат гравців у загальних витратах, а також економічна криза у США, через яку власники команд змушені були закривати команди. По закінченні сезону 1981 року було ліквідовано 5 команд. Загальний дефіцит усіх 24 команд ліги склав близько 30 мільйонів доларів США. Ще дві було закрито згодом за рішенням ліги, оскільки для них не вдалося знайти нових власників.
Спад продовжився і останнім сезоном NASL став сезон 1984 року.

### Особливості правил
За перемогу в матчі нараховувалося шість очок. За нічию Або за перемогу в серії пенальті) в різні роки нараховувалося від 3 до 4 очок. Також за кожен забитий в основний час гол нараховувалося одне очко, але не більше трьох в одному матчі. Також в лізі деякий час існувало модифіковане правило офсайду.

## Команди
| Команда                    | Роки у NASL      | Історія змін франшизи у NASL                 | Виступи в інших лігах (до або після NASL) |
| -------------------------- | ---------------- | -------------------------------------------- | ----------------------------------------- |
| Атланта Аполлоз            | 1973             | Чіфс→Аполлоз                                 | –                                         |
| Атланта Чіфс               | 1968–1972        | Чіфс→Аполлоз                                 | NPSL                                      |
| Атланта Чіфс (1979)        | 1979–1981        | Керібуз→Чіфс (1979)                          | –                                         |
| Балтимор Бейз              | 1968–1969        | –                                            | NPSL                                      |
| Балтимор Кометс            | 1974–1975        | Кометс→Джоз→Квіксілверз→Сокерз               | –                                         |
| Бостон Бікенз              | 1968             | –                                            | USA                                       |
| Бостон Мінітмен            | 1974–1976        | –                                            | –                                         |
| Калгарі Бумерз             | 1981             | Роугз→Бумерз                                 | –                                         |
| Каліфорнія Серф            | 1978–1981        | Старз→Серф                                   | –                                         |
| Колорадо Керібуз           | 1978             | Керібуз→Чіфс (1979)                          | –                                         |
| Чикаго Мастенгз            | 1968             | –                                            | USA                                       |
| Чикаго Стінг               | 1975–1984        | –                                            | MISL                                      |
| Клівленд Стокерз           | 1968             | –                                            | USA                                       |
| Коннектикут Байсентенніелз | 1977             | Байсентенніелз→Коннектикут→Стомперз→Дріллерз | –                                         |
| Космос                     | 1977–1978        | Нью-Йорк→Космос→Нью-Йорк                     | –                                         |
| Даллас Торнадо             | 1968–1981        | –                                            | USA                                       |
| Денвер Динамоз             | 1974–1975        | Динамоз→Кікс                                 | –                                         |
| Детройт Кугерз             | 1968             | –                                            | USA                                       |
| Детройт Експрес            | 1978–1981        | Експрес→Дипломатс (1981)                     | –                                         |
| Едмонтон Дріллерз          | 1979–1982        | Байсентенніелз→Коннектикут→Стомперз→Дріллерз | –                                         |
| Форт-Лодердейл Страйкерз   | 1977–1983        | Дартс→Гатос→Торос→Страйкерз→Міннесота        | –                                         |
| Голден Бей Ерсквейкс       | 1983–1984        | Сан-Хосе Ерсквейкс→Голден Бей                | MISL, WSA                                 |
| Хартфорд Байсентенніелз    | 1975–1976        | Байсентенніелз→Коннектикут→Стомперз→Дріллерз | –                                         |
| Х'юстон Геррікейн          | 1978–1980        | –                                            | –                                         |
| Х'юстон Старз              | 1968             | –                                            | USA                                       |
| Джексонвілл Ті Мен         | 1980–1982        | Ті Мен→Джексонвілл                           | ASL, USL                                  |
| Канзас-Сіті Сперз          | 1968–1970        | –                                            | NPSL                                      |
| Лас-Вегас Квіксілверз      | 1977             | Кометс→Джоз→Квіксілверз→Сокерз               | –                                         |
| Лос-Анджелес Азтекс        | 1974–1981        | –                                            | –                                         |
| Лос-Анджелес Вулвз         | 1968             | –                                            | USA                                       |
| Мемфіс Роугз               | 1978–1980        | Роугз→Бумерз                                 | –                                         |
| Маямі Гатос                | 1972             | Дартс→Гатос→Торос→Страйкерз→Міннесота        | –                                         |
| Маямі Торос                | 1973–1976        | Дартс→Гатос→Торос→Страйкерз→Міннесота        | –                                         |
| Міннесота Кікс             | 1976–1981        | Динамоз→Кікс                                 | –                                         |
| Міннесота Страйкерз        | 1984             | Дартс→Гатос→Торос→Страйкерз→Міннесота        | MISL                                      |
| Монреаль Олімпік           | 1971–1973        | –                                            | –                                         |
| Монреаль Менік             | 1981–1983        | Ф'юрі→Менік                                  | –                                         |
| Нью-Інгленд Ті Мен         | 1978–1980        | Ті Мен→Джексонвілл                           | –                                         |
| Нью-Йорк Космос            | 1971–76, 1979–84 | Нью-Йорк→Нью-Йорк Космос→Нью-Йорк            | MISL                                      |
| Нью-Йорк Дженералз         | 1968             | –                                            | NPSL                                      |
| Окленд Кліпперз            | 1968             | –                                            | NPSL                                      |
| Окленд Стомперз            | 1978             | Байсентенніелз→Коннектикут→Стомперз→Дріллерз | –                                         |
| Філадельфія Atoms          | 1973–1976        | –                                            | –                                         |
| Філадельфія Ф'юрі          | 1978–1980        | Ф'юрі→Менік                                  | –                                         |
| Портленд Тімберз           | 1975–1982        | –                                            | –                                         |
| Рочестер Ленсерз           | 1970–1980        | –                                            | ASL                                       |
| Сент-Луїс Старз            | 1968–1977        | Старз→Серф                                   | NPSL                                      |
| Сан-Антоніо Сандер         | 1975–1976        | Сандер→Team Hawaii→Roughnecks                | –                                         |
| Сан-Дієго Джоз             | 1976             | Кометс→Джоз→Квіксілверз→Сокерз               | –                                         |
| Сан-Дієго Сокерз           | 1978–1984        | Кометс→Джоз→Квіксілверз→Сокерз               | MISL, CISL                                |
| Сан-Дієго Торос            | 1968             | –                                            | NPSL                                      |
| Сан-Хосе Ерсквейкс         | 1974–1982        | Ерсквейкс→Голден Бей                         | –                                         |
| Сіетл Саундерз             | 1974–1983        | –                                            | –                                         |
| Тампа-Бей Раудіз           | 1975–1984        | –                                            | AISA, ASL, APSL                           |
| Команда Америки            | 1983             | –                                            | –                                         |
| Команда Гаваїв             | 1977             | Сандер→Команда Гаваїв→Рафнекс                | –                                         |
| Торонто Бліззард           | 1978–1984        | Метроз→Метроз-Хорватія→Бліззард              | –                                         |
| Торонто Фелкенз            | 1968             | –                                            | NPSL                                      |
| Торонто Метроз             | 1971–1974        | Метроз→Метроз-Хорватія→Бліззард              | –                                         |
| Торонто Метроз-Хорватія*   | 1975–1978        | Метроз→Метроз-Хорватія→Бліззард              | NSL, CISL, CSL                            |
| Талса Рафнекс              | 1978–1984        | Сандер→Команда Гаваїв→Рафнекс                | –                                         |
| Ванкувер Роялз             | 1968             | –                                            | USA                                       |
| Ванкувер Вайткепс          | 1974–1984        | –                                            | –                                         |
| Вашингтон Дартс            | 1970–1971        | Дартс→Гатос→Торос→Страйкерз→Міннесота        | ASL                                       |
| Вашингтон Дипломатс        | 1974–1980        | –                                            | –                                         |
| Вашингтон Дипломатс (1981) | 1981             | Експрес→Дипломатс (1981)                     | –                                         |
| Вашингтон Віпс             | 1968             | –                                            | USA                                       |

### Чемпіони
| Рік  | Переможець (к-сть титулів)  | Фіналіст                 | Найкраща команда регулярного сезону (очки) | Найрезультативніший гравець (очки) | Тренер переможців               |
| ---- | --------------------------- | ------------------------ | ------------------------------------------ | ---------------------------------- | ------------------------------- |
| 1968 | Атланта Чіфс (1)            | Сан-Дієго Торос          | Сан-Дієго Торос (186 очок)                 | Януш Ковалік                       | Філ Вуснем                      |
| 1969 | Канзас-Сіті Сперз (1)       | Атланта Чіфс             | Канзас-Сіті Сперз (110 очок)               | Кайзер Мотаунг                     | Янош Бедл                       |
| 1970 | Рочестер Ленсерз (1)        | Вашингтон Дартс          | Вашингтон Дартс (137 очок)                 | Кіріакос Апостолідіс               | Сел Де Роса                     |
| 1971 | Даллас Торнадо (1)          | Атланта Чіфс             | Рочестер Ленсерз (141 очок)                | Карлос Метідьєрі                   | Рон Ньюмен                      |
| 1972 | Нью-Йорк Космос (1)         | Сент-Луїс Старз          | Нью-Йорк Космос (77 очок)                  | Ренді Гортон                       | Гордон Бредлі                   |
| 1973 | Філадельфія Атомз (1)       | Даллас Торнадо           | Даллас Торнадо (111 очок)                  | Кайл Роут (мл.)                    | Ел Міллер                       |
| 1974 | Лос-Анджелес Азтекс (1)     | Маямі Торос              | Лос-Анджелес Азтекс (110 очок)             | Пол Чайлд                          | Алекс Пероллі                   |
| 1975 | Тампа-Бей Раудіз (1)        | Портленд Тімберз         | Портленд Тімберз (138 очок)                | Стів Девід                         | Едді Фірмані                    |
| 1976 | Торонто Метроз-Хорватія (1) | Міннесота Кікс           | Тампа-Бей Раудіз (154 очок)                | Джорджо Кіналья                    | Домагой Капетанович             |
| 1977 | Нью-Йорк Космос (2)         | Сіетл Саундерз           | Форт-Лодердейл Страйкерз (161 очок)        | Стів Девід                         | Едді Фірмані                    |
| 1978 | Нью-Йорк Космос (3)         | Тампа-Бей Раудіз         | Нью-Йорк Космос (212 очок)                 | Джорджо Кіналья                    | Едді Фірмані                    |
| 1979 | Ванкувер Вайткепс (1)       | Тампа-Бей Раудіз         | Нью-Йорк Космос (216 очок)                 | Оскар Фаббіані                     | Тоні Вейтерз                    |
| 1980 | Нью-Йорк Космос (4)         | Форт-Лодердейл Страйкерз | Нью-Йорк Космос (213 очок)                 | Джорджо Кіналья                    | Геннес Вайвайлер і Ясін Озденак |
| 1981 | Чикаго Стінг (1)            | Нью-Йорк Космос          | Нью-Йорк Космос (200 очок)                 | Джорджо Кіналья                    | Віллі Рой                       |
| 1982 | Нью-Йорк Космос (5)         | Сіетл Саундерз           | Нью-Йорк Космос (203 очок)                 | Джорджо Кіналья                    | Жуліо Маззеї                    |
| 1983 | Талса Рафнекс (1)           | Торонто Бліззард         | Нью-Йорк Космос (194 очок)                 | Роберто Кабаньяс                   | Террі Хеннессі                  |
| 1984 | Чикаго Стінг (2)            | Торонто Бліззард         | Чикаго Стінг (120 очок)                    | Стів Жунгул                        | Віллі Рой                       |

### Щорічні індивідуальні нагороди
| Рік  | MVP              | Новачок         | Тренер            |
| ---- | ---------------- | --------------- | ----------------- |
| 1968 | Януш Ковалік     | Кайзер Мотаунг  | Філ Вуснем        |
| 1969 | Пепе Фернандес   | Пепе Фернандес  | Янош Бедл         |
| 1970 | Карлос Метідьєрі | Джим Лікер      | Сал ДеРоса        |
| 1971 | Карлос Метідьєрі | Ренді Гортон    | Рон Ньюмен        |
| 1972 | Ренді Гортон     | Майк Вінтер     | Казимеж Франкевич |
| 1973 | Воррен Арчібалд  | Кайл Роут (мл.) | Ел Міллер         |
| 1974 | Пітер Сілвестер  | Даг МакМіллан   | Джон Янг          |
| 1975 | Стів Девід       | Кріс Бар        | Джон Сьюелл       |
| 1976 | Пеле             | Стів Печер      | Едді Фірмані      |
| 1977 | Франц Бекенбауер | Джим МакАлістер | Рон Ньюмен        |
| 1978 | Майк Фленеган    | Гері Етерінгтон | Тоні Вейтерз      |
| 1979 | Йоган Кройф      | Леррі Галкер    | Тімо Лієкоскі     |
| 1980 | Роджер Девіс     | Джефф Дурган    | Алан Гінтон       |
| 1981 | Джорджо Кіналья  | Джо Моррон      | Віллі Рой         |
| 1982 | Пітер Ворд       | Педро ДеБріто   | Джонні Джайлз     |
| 1983 | Роберто Кабаньяс | Грегг Томпсон   | Драган Попович    |
| 1984 | Стів Жунгул      | Рой Вегерле     | Рон Ньюмен        |